# Nemoljaki
Die Nemoljaken oder Nemoljaki (dt. „Nichtbeter“; russisch Немоляки, wiss. Transliteration Nemoljaki, auch als Nemolyaki transkribiert) ist eine der Gruppen der Spassowo soglassije der priesterlosen Altgläubigen. Sie wurde in der ersten Hälfte des 19. Jahrhunderts von dem Don-Kosaken Gawriil Simin gegründet. Die Verwendung von Ikonen war ihnen nicht gestattet. Ihren Namen verdanken sie der Tatsache, dass sie sich weigerten für den Zaren zu beten. In N. Leskows Erzählung „Sonderlinge aus dem Höhlenklosterviertel“ werden einige Mitglieder dieser Sekte geschildert.